# San Gregorio Barbarigo alle Tre Fontane

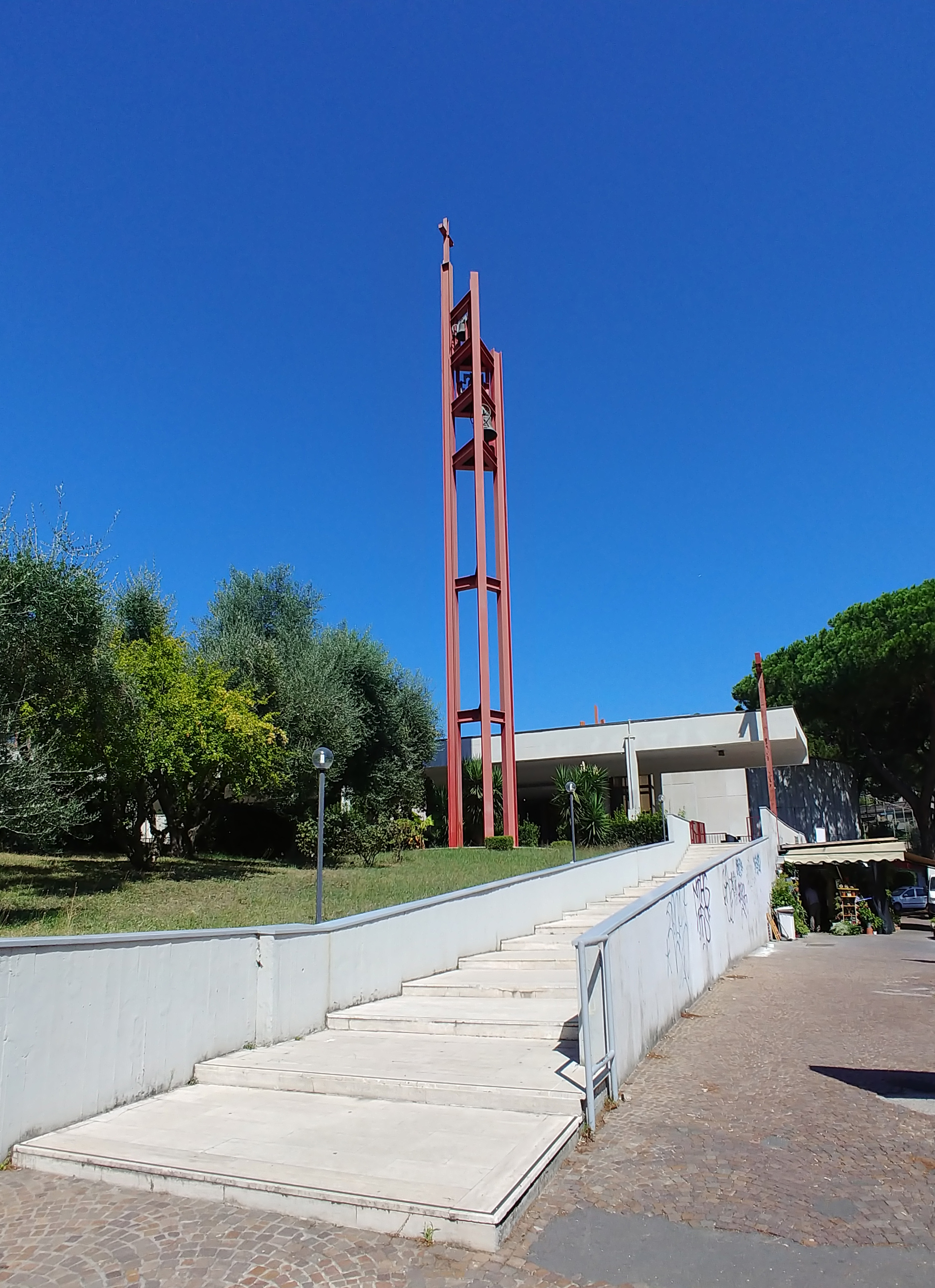
San Gregorio Barbarigo

San Gregorio Barbarigo alle Tre Fontane (lateinisch Sancti Gregorii Barbadici ad Aquas Salvias) ist eine Titelkirche in Rom.
Die Kirche befindet sich in der Via delle Montagne Rocciose 14 im römischen Quartier EUR (Municipio IX).

## Überblick

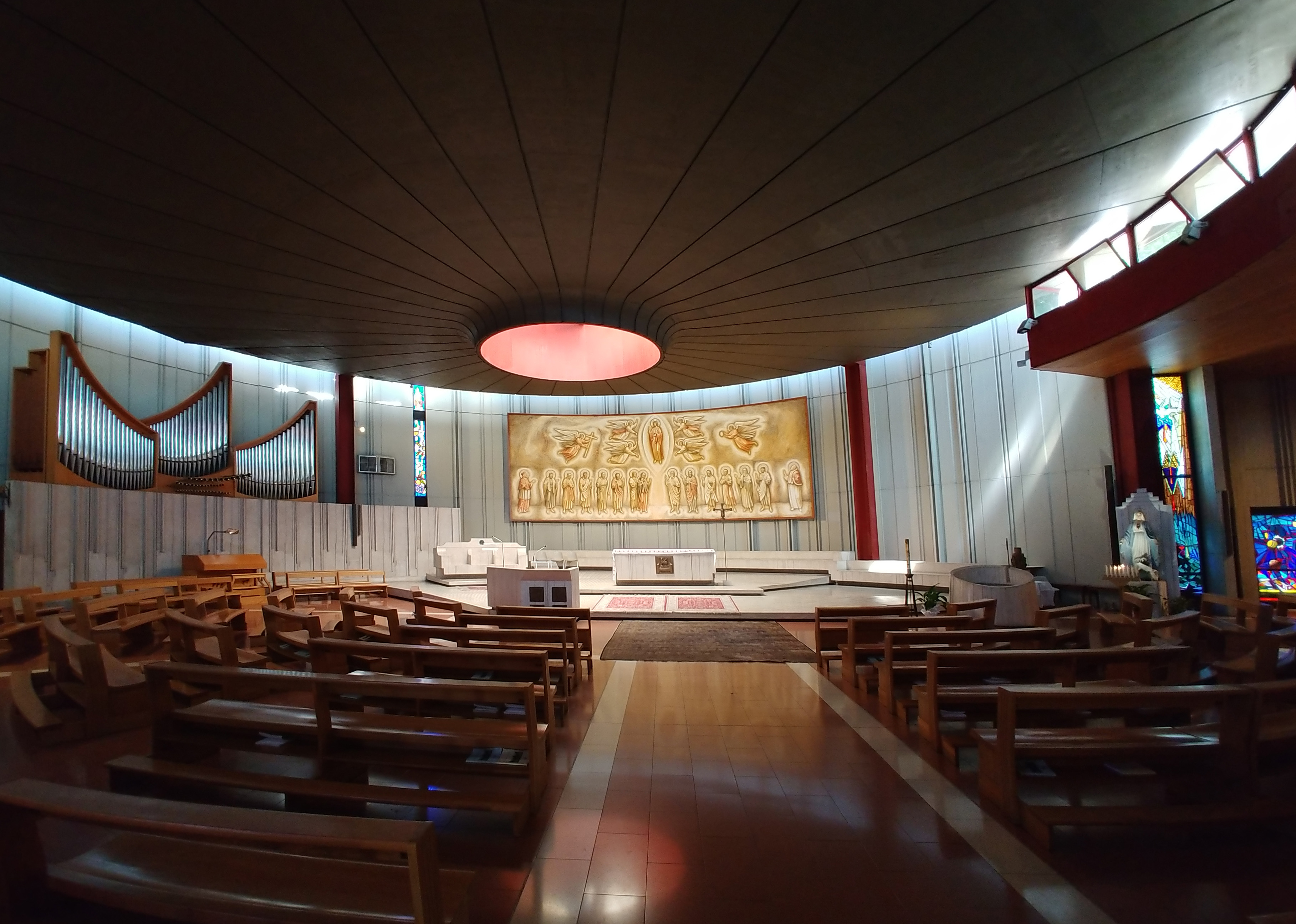
San Gregorio Barbarigo, Innenansicht

Die Pfarrgemeinde wurde mit dem Dekret Qua celeritate  durch Kardinalvikar Clemente Micara am 28. Januar 1964 errichtet und zunächst der Diözese Padua, später Diözese Rom, zugeordnet. Der Kirchenbau wurde nach einem Entwurf des Architekten Giuseppe Vaccaro in den Jahren 1970 bis 1972 erstellt.
Am 5. März 1973 erfolgte die Erhebung zur Titelkirche der römisch-katholischen Kirche durch Papst Paul VI. Namenspatron ist Gregorio Barbarigo.
Der moderne Kirchenbau hat einen kreisförmigen Grundriss. Der Komplex besteht ausschließlich aus vorgefertigten Betonplatten und wird durch den hohen Glockenturm und dem Eisenkreuz auf dem Friedhof dominiert.

## Kardinalpriester
- Maurice Michael Otunga (1973–2003)
- Bernard Panafieu (2003–2017)
- Désiré Tsarahazana (seit 2018)